# Periclina

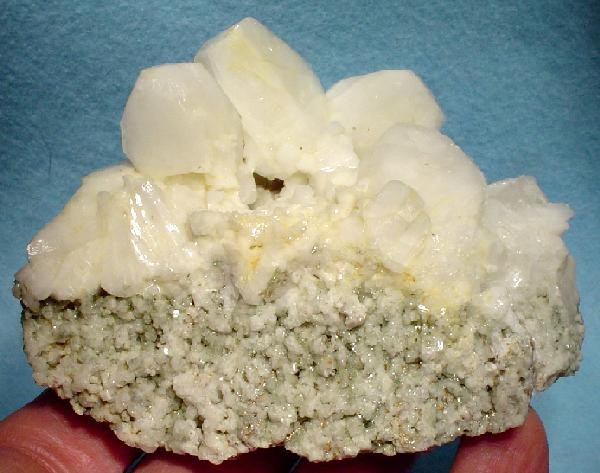
Cristales periclínicos de albita

La periclina es una forma de albita que exhibe cristales prismáticos alargados.
La macla periclina es un tipo de macla cristalina que muestra finas láminas gemelas paralelas que normalmente se encuentran en la microclina de los feldespatos alcalinos. El hermanamiento resulta de una transformación estructural entre formas de alta y baja temperatura.